# Correios da Guiné-Bissau

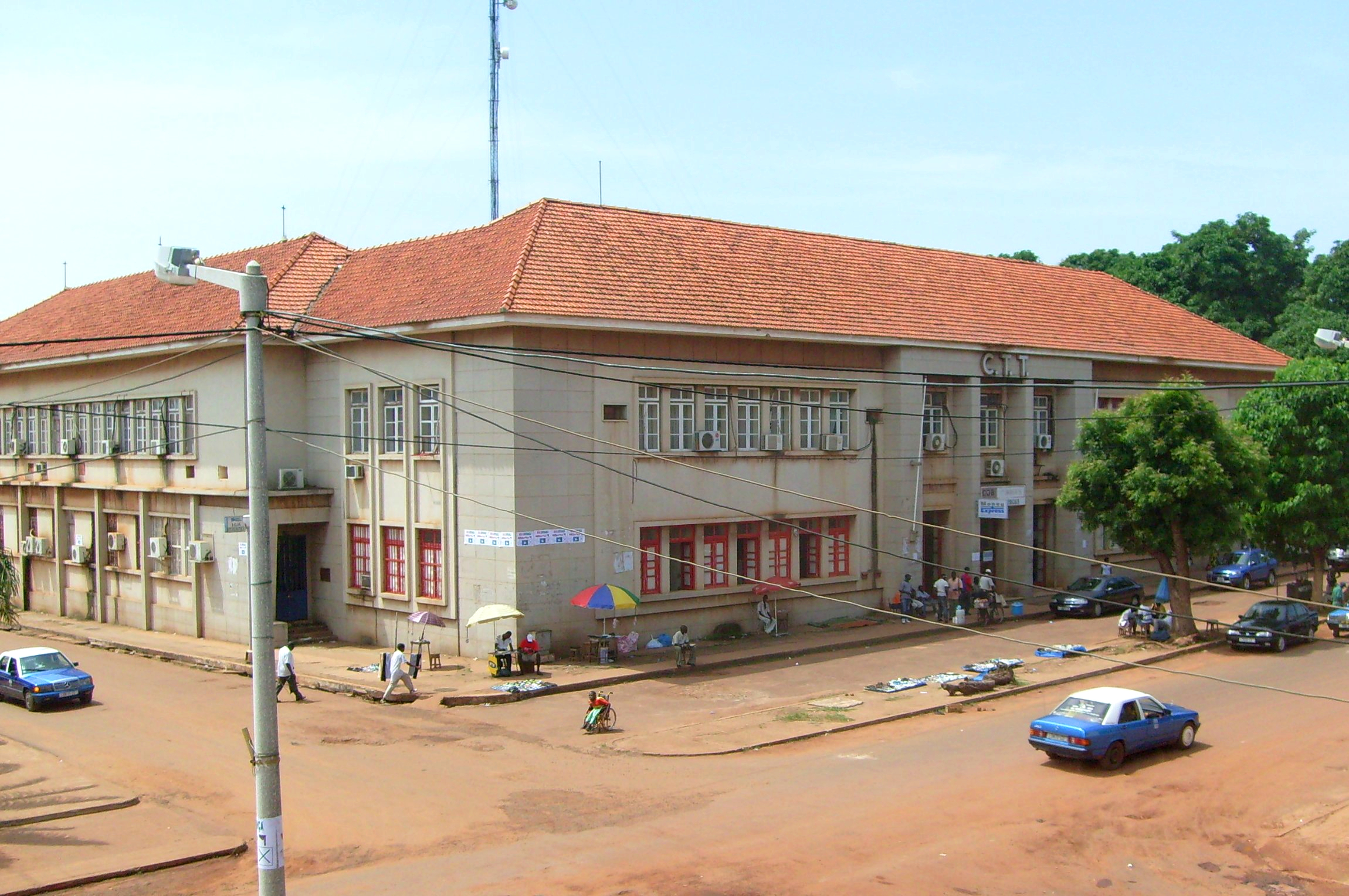
Sitz der Correios da Guiné-Bissau in der Hauptstadt Bissau

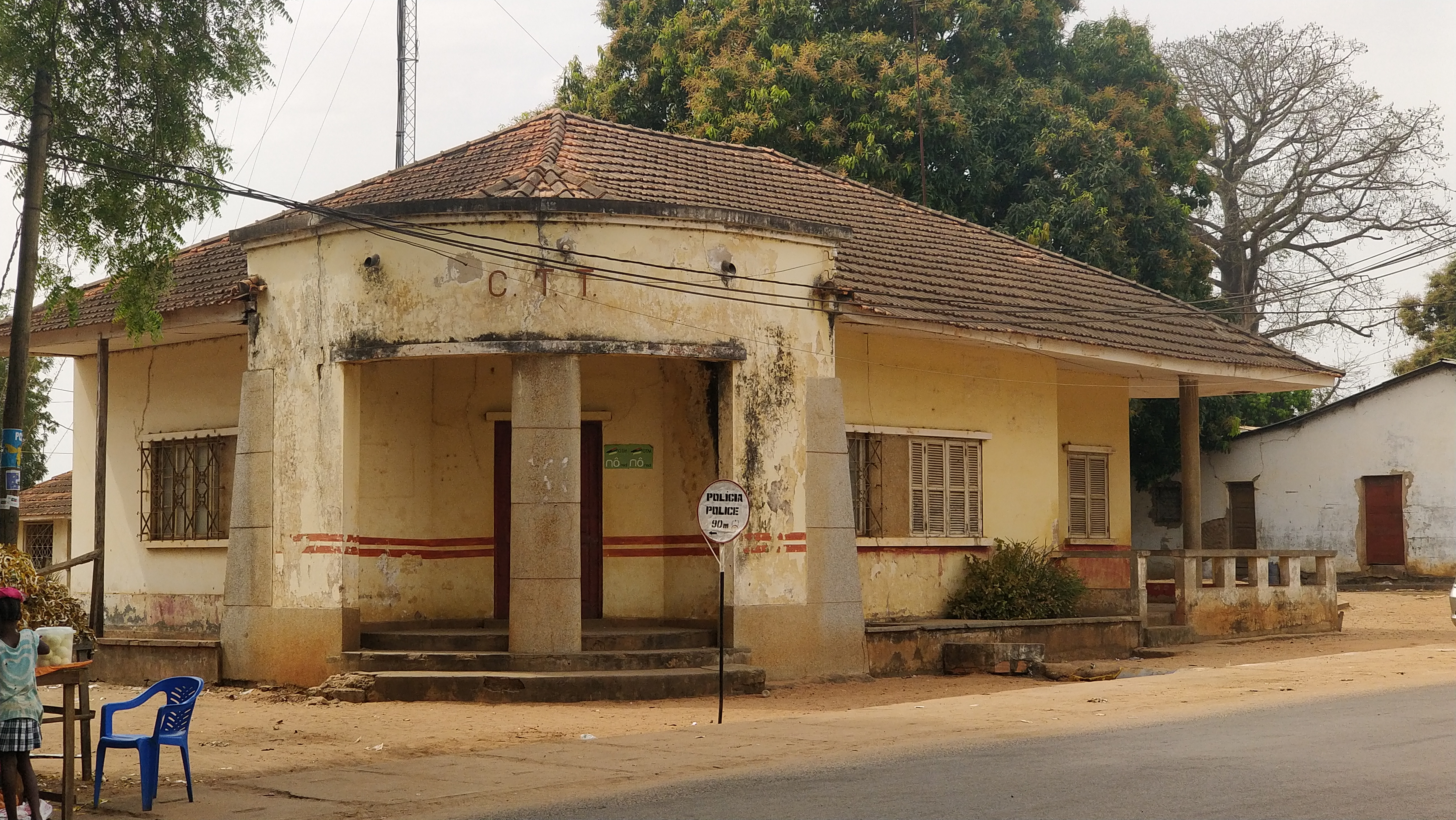
Filiale der CGB in São Domingos, angebracht ist noch das Kürzel „CTT“ der portugiesisch-kolonialen Post

Correios da Guiné Bissau (CGB) ist das staatliche Postunternehmen Guinea-Bissaus. Das Unternehmen wurde 1973/74 nach der Unabhängigkeit von Guinea-Bissau als Nachfolger der portugiesischen (kolonialen) CTT gegründet.
Die Correios da Guiné-Bissau beschäftigten rund 200 Mitarbeiterinnen und Mitarbeiter in einigen, wenigen Filialen im Land. Ihren Hauptsitz hat die Post in der Hauptstadt Bissau in der zentral gelegenen Hauptpost. Wie auch in anderen Ländern Afrikas erfolgt keine Haus-Zustellung der Post, Kunden müssen eigene Postfächer mieten. 2015 gab es gut 1500 Postfächer in dem Land, von denen jedoch nur rund 75 Prozent genutzt worden seien. Das Unternehmen plante 2015 neben Postdienstleistungen auch eigene Finanzdienstleistungen anzubieten. Dafür sollte eine eigene Postbank gegründet werden.
Wie auch andere staatliche Unternehmen des Landes leidet es unter chronischem Geldmangel. Im März 2017 traten die 200 Angestellten in Streik, da sie seit mehr als sieben Jahren kein Gehalt erhalten hätten. Bereits 2013 traten die Angestellten in einen Streik, damals seit vier Jahren keine Gehälter bezahlt worden. Des Weiteren ist die Post stark von der portugiesischen Fluggesellschaft TAP abhängig, da internationale Post ausschließlich mit dieser Fluggesellschaft befördert wird. Während der Aussetzung der TAP-Flüge 2013/14 war das Land zeitweise postalisch von der Welt abgeschnitten, nur gelegentlich wurden Briefe und Sendungen per Air Sénégal und Royal Air Maroc verschickt.
Das Unternehmen ist seit dem 30. Mai 1974 Mitglied des Weltpostvereins, sowie Mitglied der Associação internacional das communicações de expressão portuguesa (AICEP).